# رولف ماير (لاعب كرة قدم)
رولف ماير هو لاعب كرة قدم سويسري في مركز الوسط، ولد في 1969. لعب مع نادي آراو.